# Operation Pandora
Die Operation Pandora ist eine groß angelegte Polizeiaktion des Europol, Interpol und der Weltzollorganisation, die in mehreren europäischen Ländern durchgeführt wurde, um kriminelle Netzwerke und Aktivitäten zu bekämpfen. Die Operation ist nach der mythologischen Figur Pandora benannt, die durch das Öffnen einer Büchse alles Unheil in die Welt entließ.

## Hintergrund und Zielsetzung
Die Operation Pandora wurde erstmals im Jahr 2016 initiiert und wird seitdem in verschiedenen Intervallen wiederholt, um systematisch gegen organisierte Kriminalität vorzugehen. Die Hauptziele der Operation sind:
- Bekämpfung von organisiertem Diebstahl: Besonders im Fokus stehen Diebstähle von Kulturgütern, Kunstwerken und Antiquitäten
- Zerschlagung krimineller Netzwerke: Identifikation und Festnahme von Mitgliedern krimineller Organisationen
- Internationale Zusammenarbeit: Förderung der Kooperation zwischen den Strafverfolgungsbehörden der beteiligten Länder und internationalen Organisationen wie Europol und Interpol

## Durchführung
Die Operation Pandora wird in enger Zusammenarbeit zwischen nationalen und internationalen Polizeibehörden durchgeführt. Beteiligt sind neben Europol und Interpol auch lokale und regionale Polizeieinheiten.

### Schritte der Operation
- Ermittlung und Planung: Intensive Vorbereitungsphase, in der verdächtige Netzwerke und Einzelpersonen identifiziert werden
- Durchführung von Razzien: Koordinierte Durchsuchungen und Festnahmen in mehreren Ländern gleichzeitig
- Sicherstellung von Beweismitteln: Beschlagnahmung von gestohlenen Kunstwerken, Kulturgütern, und anderen illegalen Gegenständen
- Verhaftungen und Anklagen: Festnahme der Verdächtigen und Einleitung rechtlicher Schritte

## Ergebnisse und Erfolge
Seit ihrem Beginn hat die Operation Pandora zu zahlreichen Festnahmen und zur Rückgewinnung einer großen Menge gestohlener Kulturgüter geführt. Beispielsweise wurden bei einer der ersten Operationen im Jahr 2022 insgesamt 407 Personen festgenommen und über 147.050 gestohlene Artefakte sichergestellt. Weitere bemerkenswerte Ergebnisse der Operationen umfassen:
- Zerschlagung von internationalen Diebesbanden
- Verstärkung der Präventionsmaßnahmen in Museen und bei privaten Sammlern
- Verbesserung der internationalen Zusammenarbeit und des Informationsaustausches zwischen den Polizeibehörden

## Kritik und Herausforderungen
Trotz ihrer Erfolge sieht sich die Operation Pandora auch Kritik ausgesetzt. Einige Kritiker bemängeln die hohen Kosten und den enormen personellen Aufwand, die solche groß angelegten Operationen erfordern. Zudem gibt es Bedenken hinsichtlich der Wirksamkeit solcher Aktionen auf lange Sicht, da kriminelle Netzwerke oft schnell neue Wege finden, um ihre Aktivitäten fortzusetzen.